# نص ساعة جواز (فلم)
نص ساعة جواز (بالعربية)  (بالعربية: نصف ساعة زواج) هو فيلم مصري عرض عام 1969، من إخراج فطين عبد الوهاب وبطولة شادية ورشدي أباظة وماجدة الخطيب، وهو مقتبس عن قصة زهرة الصبار.

## قصة الفيلم
اشتهر الدكتور حسنى طبيب الأسنان بالحياة اللاهية تساعده في عمله الممرضة فاطمه التي تنظم له عيادته وتشرف على شئون حياته. يقرر الزواج من داليا صاحبة محل الزهور التي تحبه وهى فتاة مثالية تكره الكذب وتهجر حسنى لأنه لا يريد أن يتزوجها. تحضر إليه فتاة إيطالية تعرف بها في كايرى ويدعوها للعشاء ويعتذر لداليا عن الحضور للسهر معها حسب اتفاقية معها. تحاولا داليا الانتحار وترسل برقية لحسنى. ينقذها جارها سامح الدوبليز السينمائي والذي يدعى أنه نجم سينمائي. يحضر حسنى مسرعًا بعد أن تلقى البرقية ويعرف الحقيقة ويطلب منها الزواج ويخبرها كذبًا أنه طلق زوجته وتشترط داليا لاتمام الزواج أن ترى زوجته وأن تخبرها أنها ليست السبب في طلاقه. يختار حسنى الممرضة فاطمه التي تحبه دون أن يحس بها، تهتم فاطمه بأنوثتها ويحس أنها جميلة ويحدثها برقة وتندهش فاطمه للتغيير الذي طرأ عليه، ويدعوها للعشاء ويطلب منها أن تكون زوجته لمدة نصف ساعة وبعد إلحاح تقبل وتذهب معه لتقابل داليا تكتشف داليا أن حسنى يكذب عليها فترفض الزواج ويجد نفسه في حالة حب مع فاطمه ويتزوجها.

## طاقم التمثيل
- شادية: (الممرضة فاطمة)
- رشدي اباظة: (دكتور حسني)
- ماجدة الخطيب: (داليا)
- عادل إمام: (سامح)
- سمير صبري: (حمدي)
- حسن مصطفى: (سعيد)
- محمد شوقي: (عدنان سالم - رجل يشتري ورد)
- عبد المنعم بسيوني: (الموظف المفصول)
- ماجي: (الفتاة الأجنبية)
- علية عبد المنعم: (سميرة أخت فاطمة)
- إيناس عبد الله: (أخت فاطمة)

### ضيوف الشرف
- نجلاء فتحي: (بشخصيتها الحقيقية)
- يوسف شعبان: (بشخصيته الحقيقية)
- عبد المنعم إبراهيم: (عبد المنعم)
- ناهد يسري: (مريضة يعالجها د. حسني)

## فريق العمل
- إخراج: فطين عبد الوهاب
- سيناريو وحوار:أحمد رجب
- إنتاج: رمسيس نجيب
- توزيع: الشركة العربية للسينما
- مونتاج: حسين عفيفي
- موسيقى تصويرية: فؤاد الظاهري
- مدير التصوير: وحيد فريد

## أغاني الفيلم
- قاللي كلام

كلمات محمد حمزة، الحان بليغ حمدي
- سكر

كلمات محمد حمزة، الحان بليغ حمدي

## روابط خارجية
- مقالات تستعمل روابط فنية بلا صلة مع ويكي بيانات